# Homályos tarkamoly
A homályos tarkamoly (Digitivalva pulicariae) a valódi lepkék (Glossata) alrendjébe tartozó hegyesszárnyú tarkamolyfélék (Acrolepiidae) családjának egyik, hazánkban is elterjedt faja.

## Elterjedése, élőhelye
Európai faj, amit hazánkban is több helyütt megtaláltak.

## Megjelenése
Uralkodóan halványszürke lepke, aminek szárnyait fátyolos minták tarkázzák. A szárny fesztávolsága 12–17 mm.

## Életmódja
Egy-egy évben egy nemzedéke kel ki. Jellemzően a gyepszintben élő faj. A lepkék ősz elejétől a következő év tavaszáig rajzanak. Alkonytájt és az éjjel röpülnek, éjszaka és a hajnali órákban párosodnak.

## Külső hivatkozások
- Mészáros Zoltán – Szabóky Csaba: A magyarországi molylepkék gyakorlati albuma. Budapest: Agroinform. 2005.  arch Hozzáférés: 2018. április 6. (PDF)